# Biserica Sfinții Arhangheli din Cireșa
Biserica „Sfinții Arhangheli” este un monument istoric aflat pe teritoriul localității componente Cireșa din orașul Oțelu Roșu.

## Localitatea
Cireșa este o localitate componentă a orașului Oțelu Roșu din județul Caraș-Severin, Banat, România. Localitatea Cireșa este așezată la întâlnirea râurilor Bistra și Bistra Mărului. Prima mențiune documentară este din anul 1334.

## Istoric și trăsături
Biserica parohială, cu hramul „Sfinții Arhangheli Mihail și Gavriil”, a fost ridicată în anul 1821, în stil baroc. A fost târnosită la 9 iulie 2006 de Preasfințitul Lucian, Episcopul Caransebeșului.

## Imagini

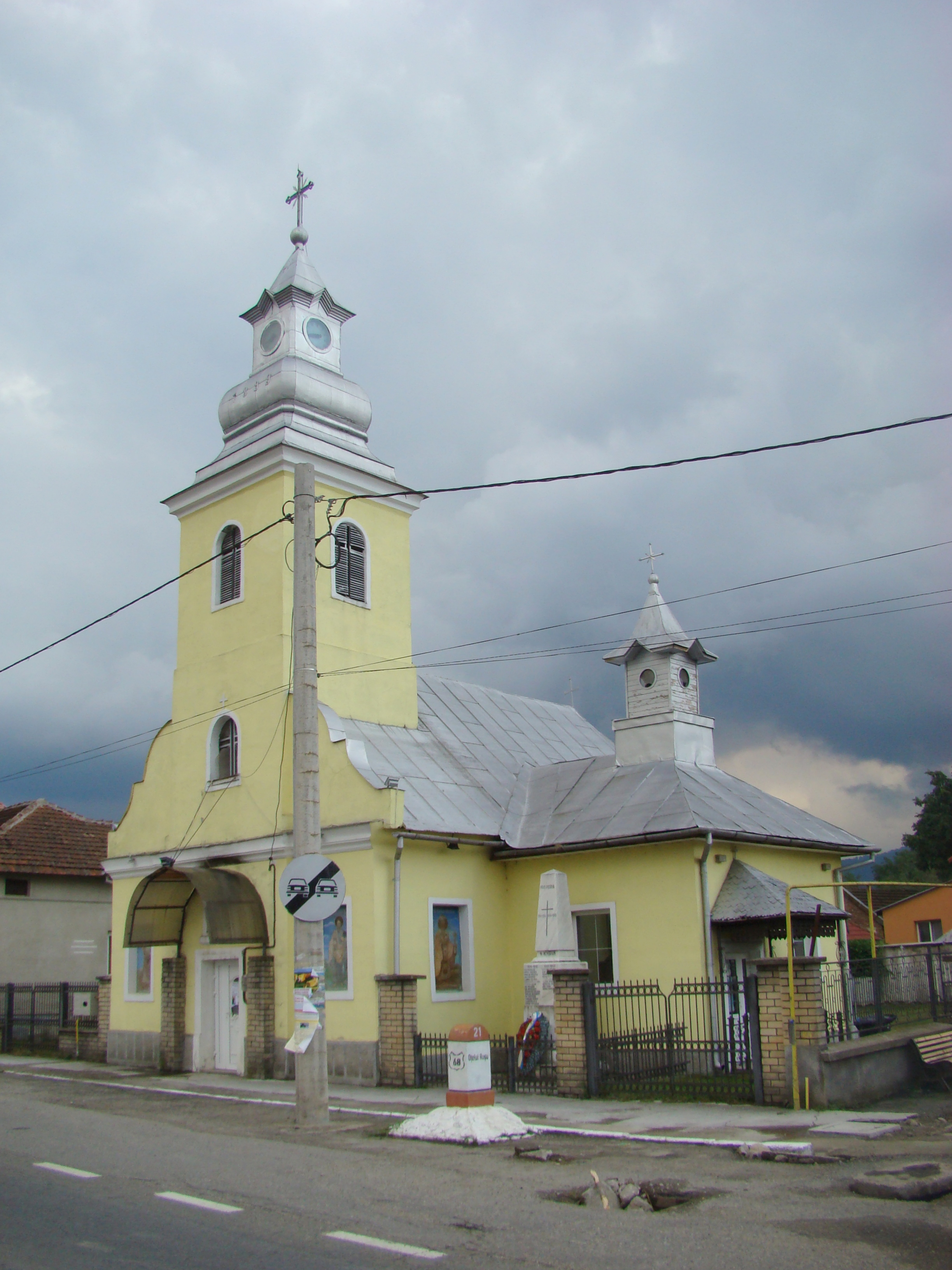
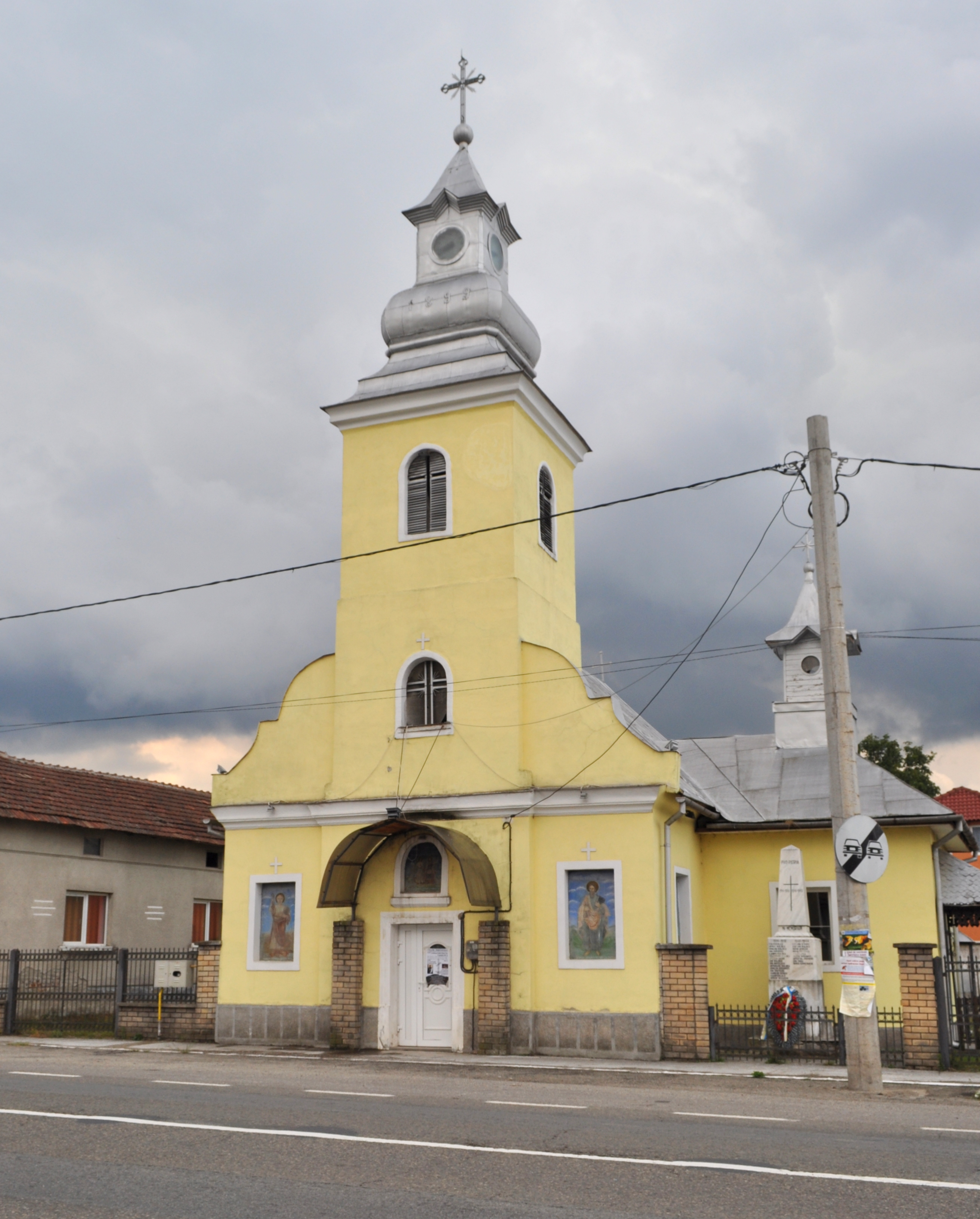
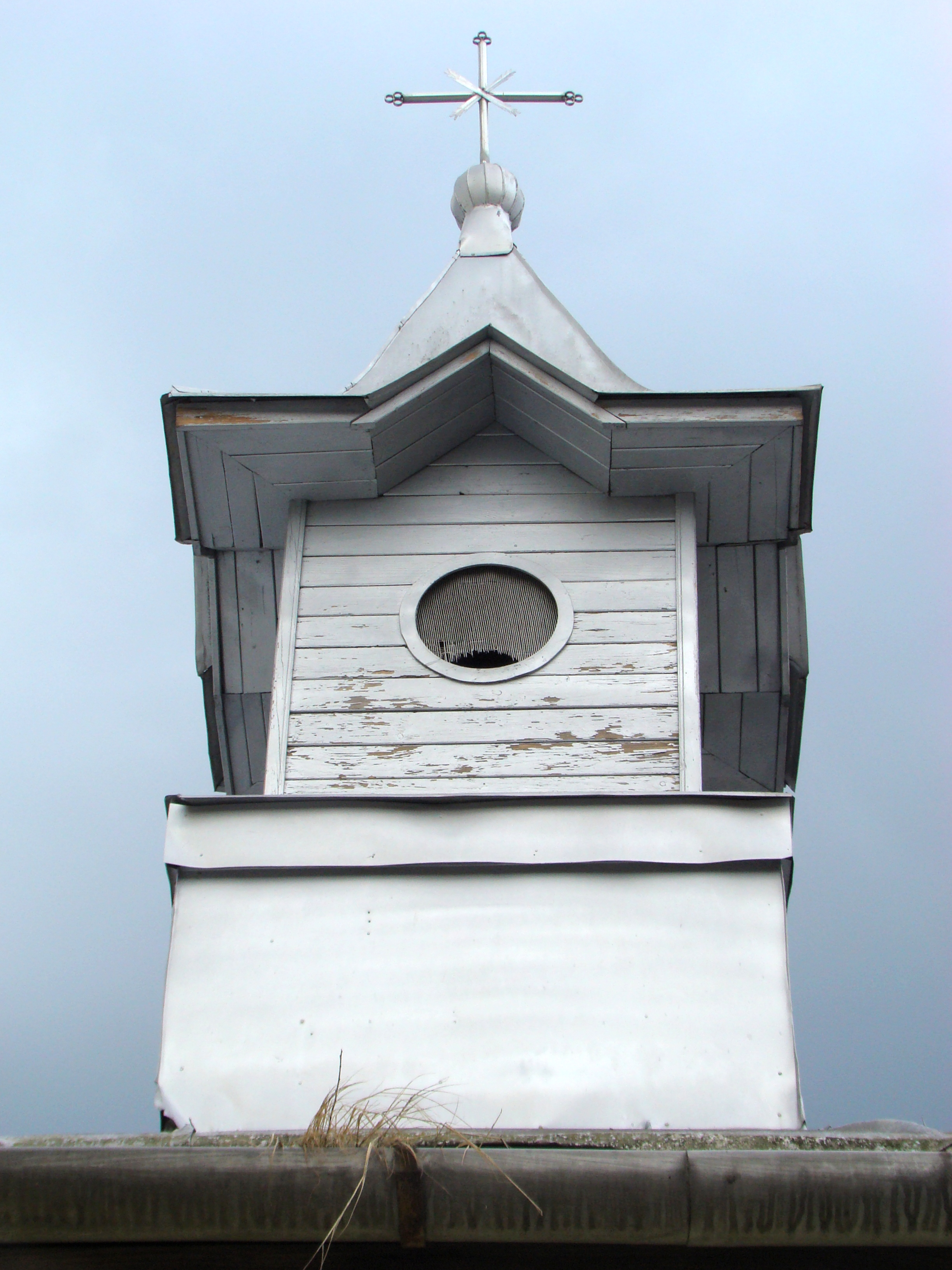
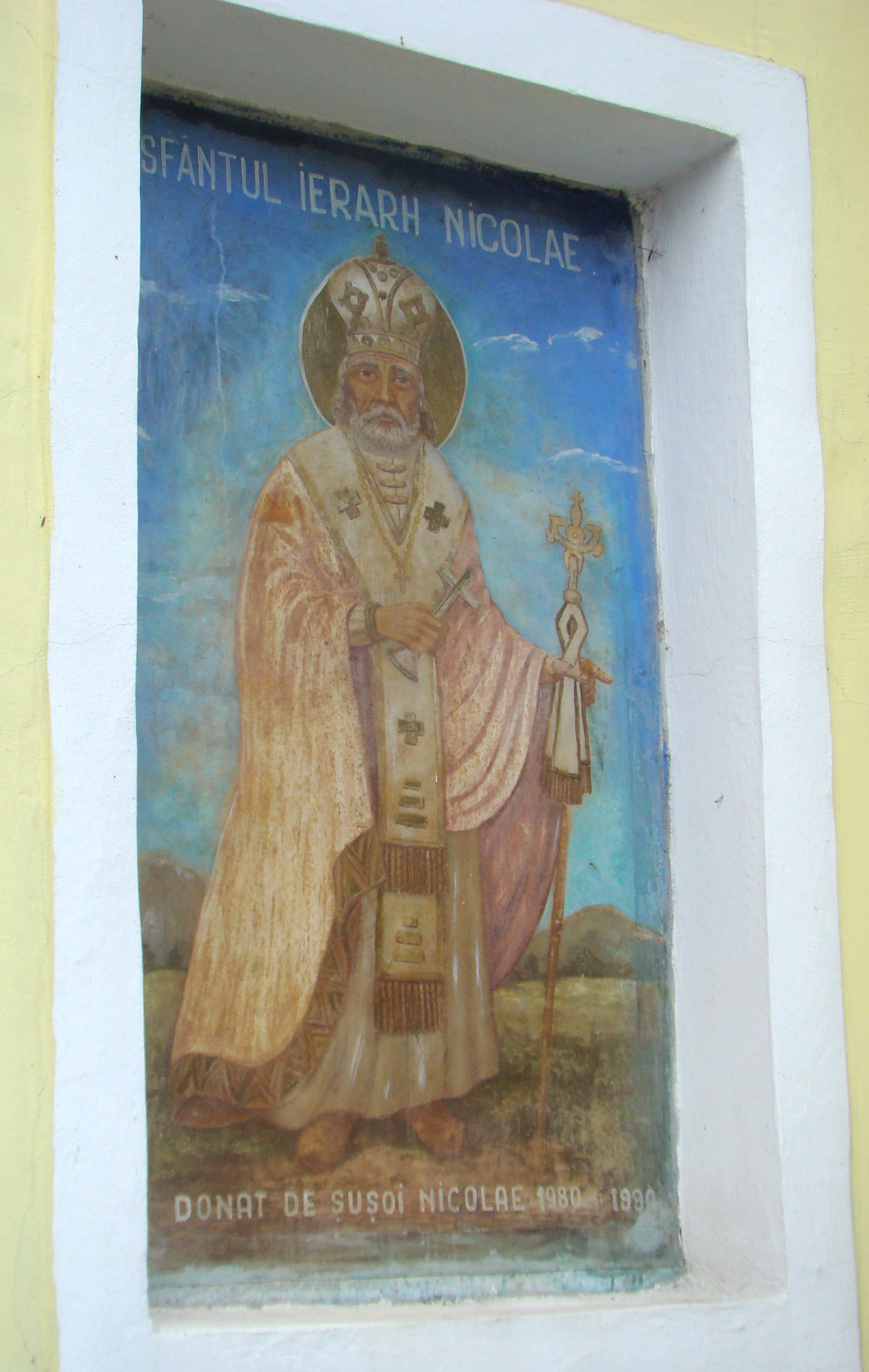
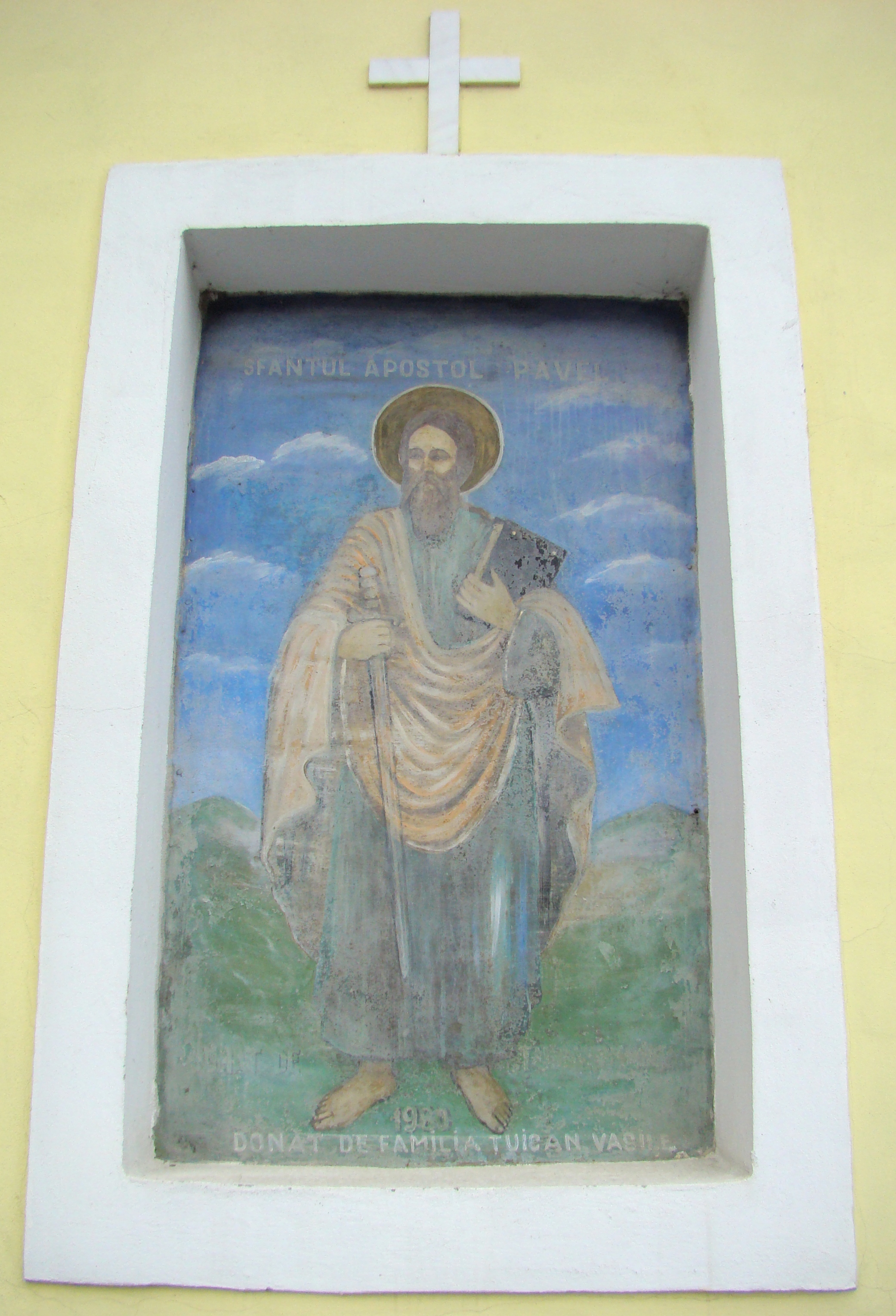
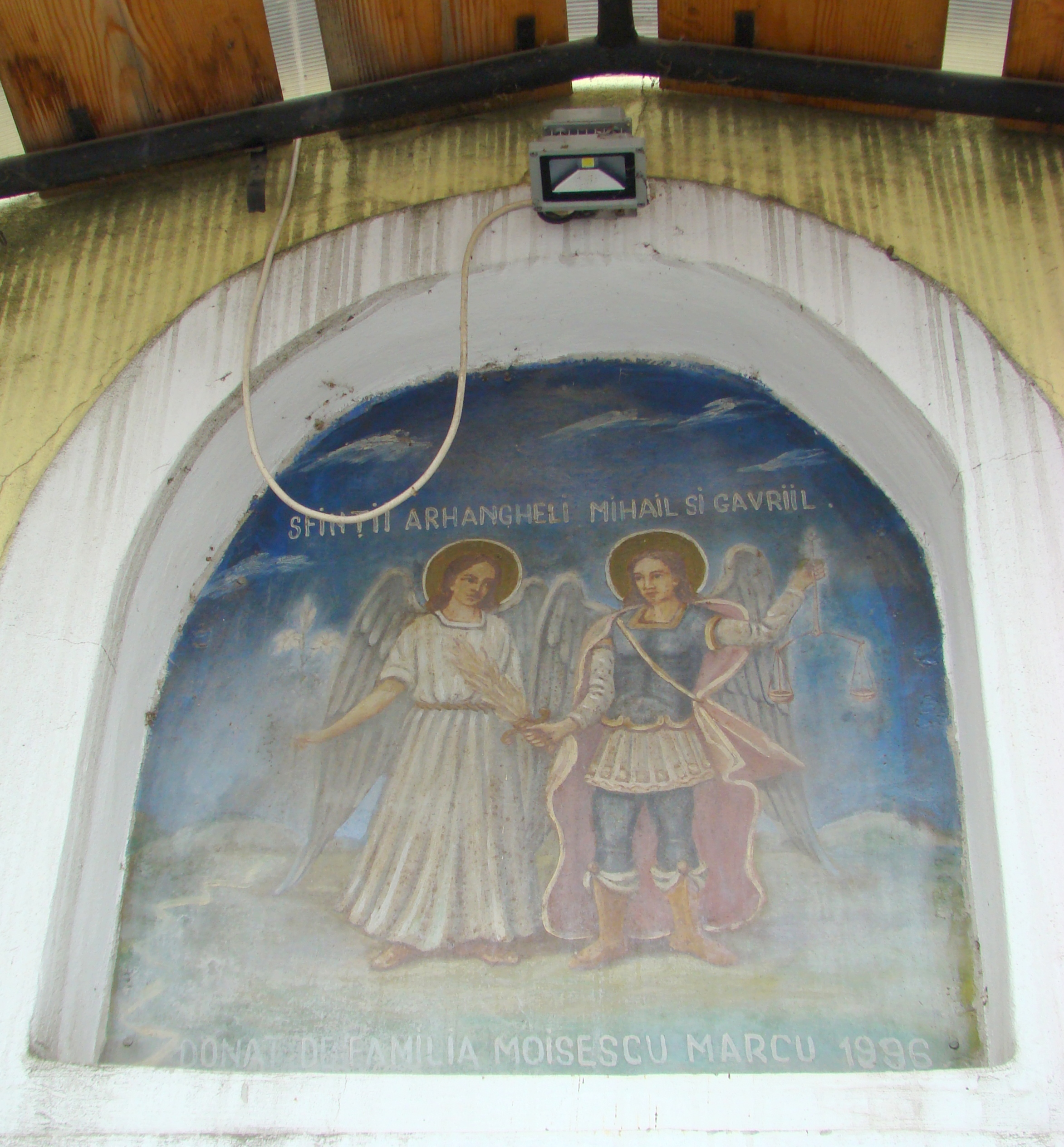
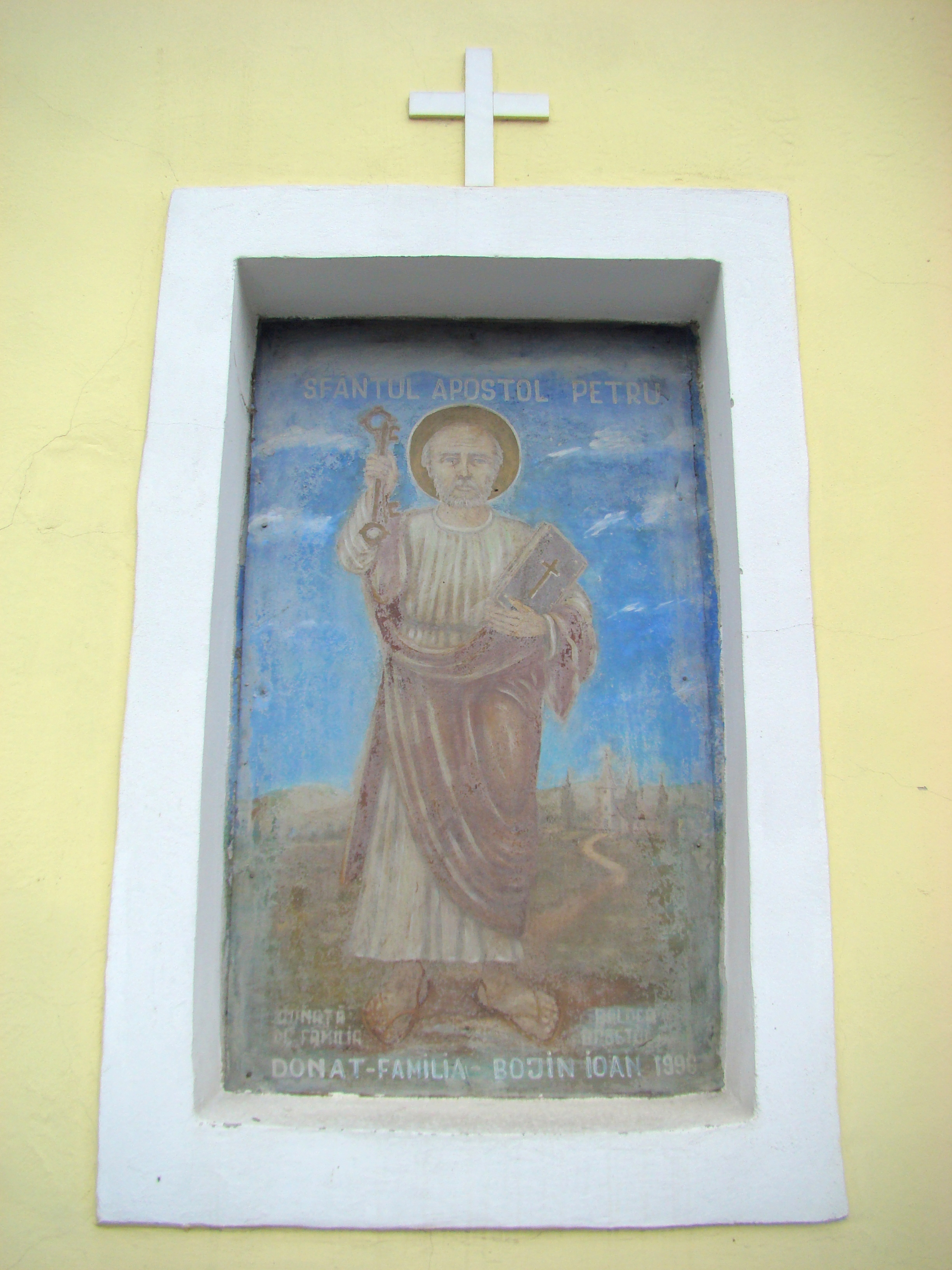
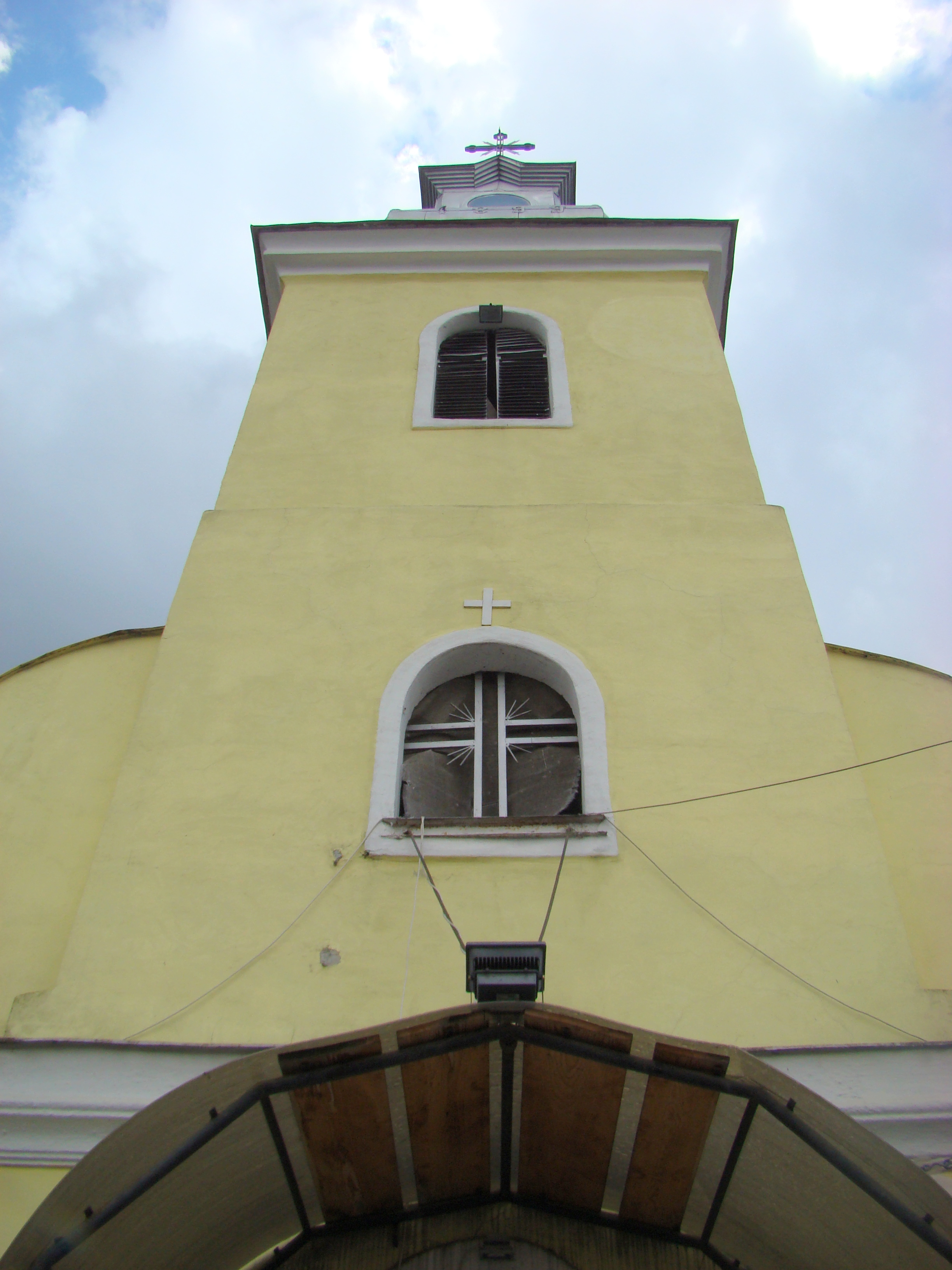
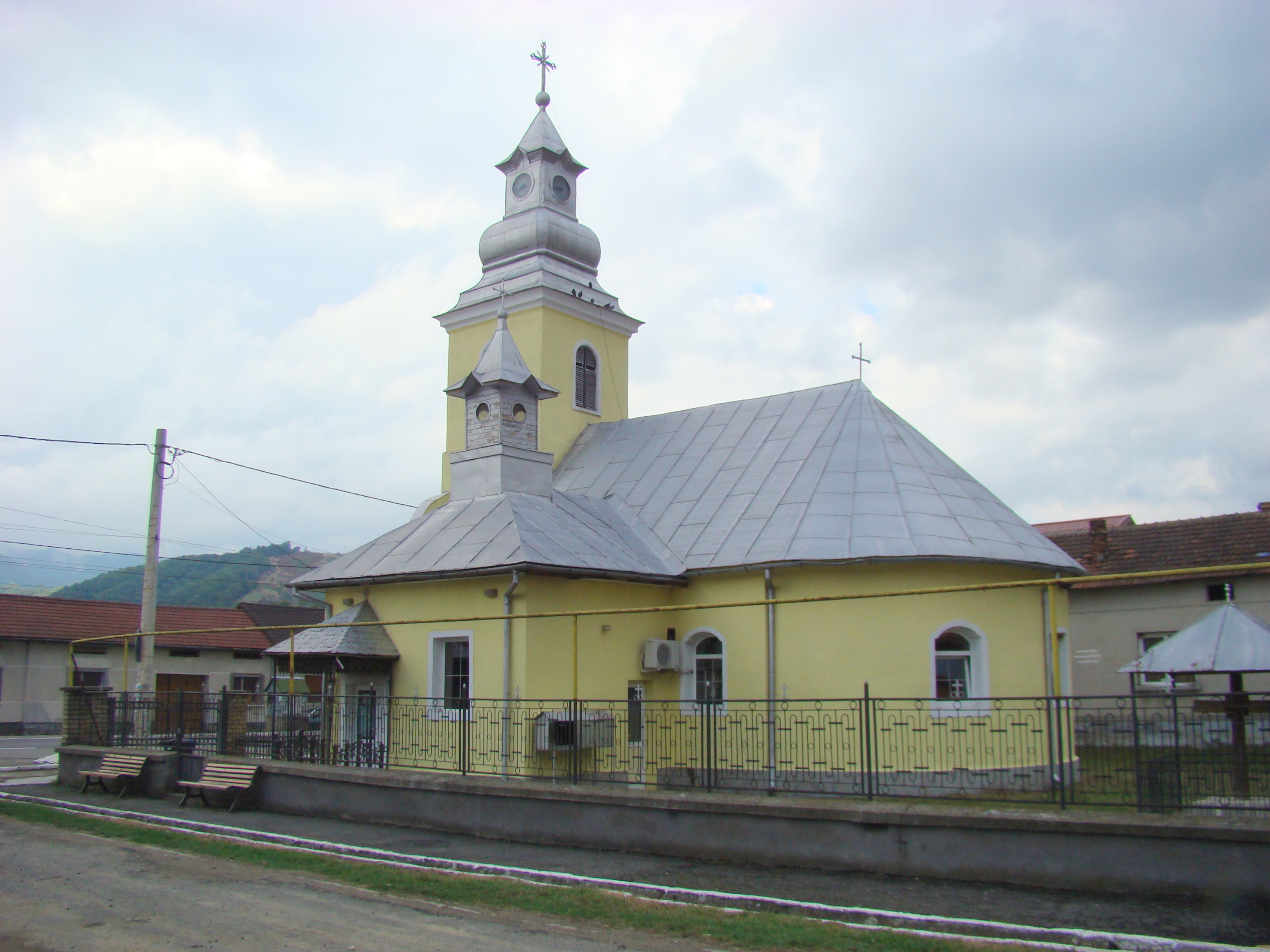
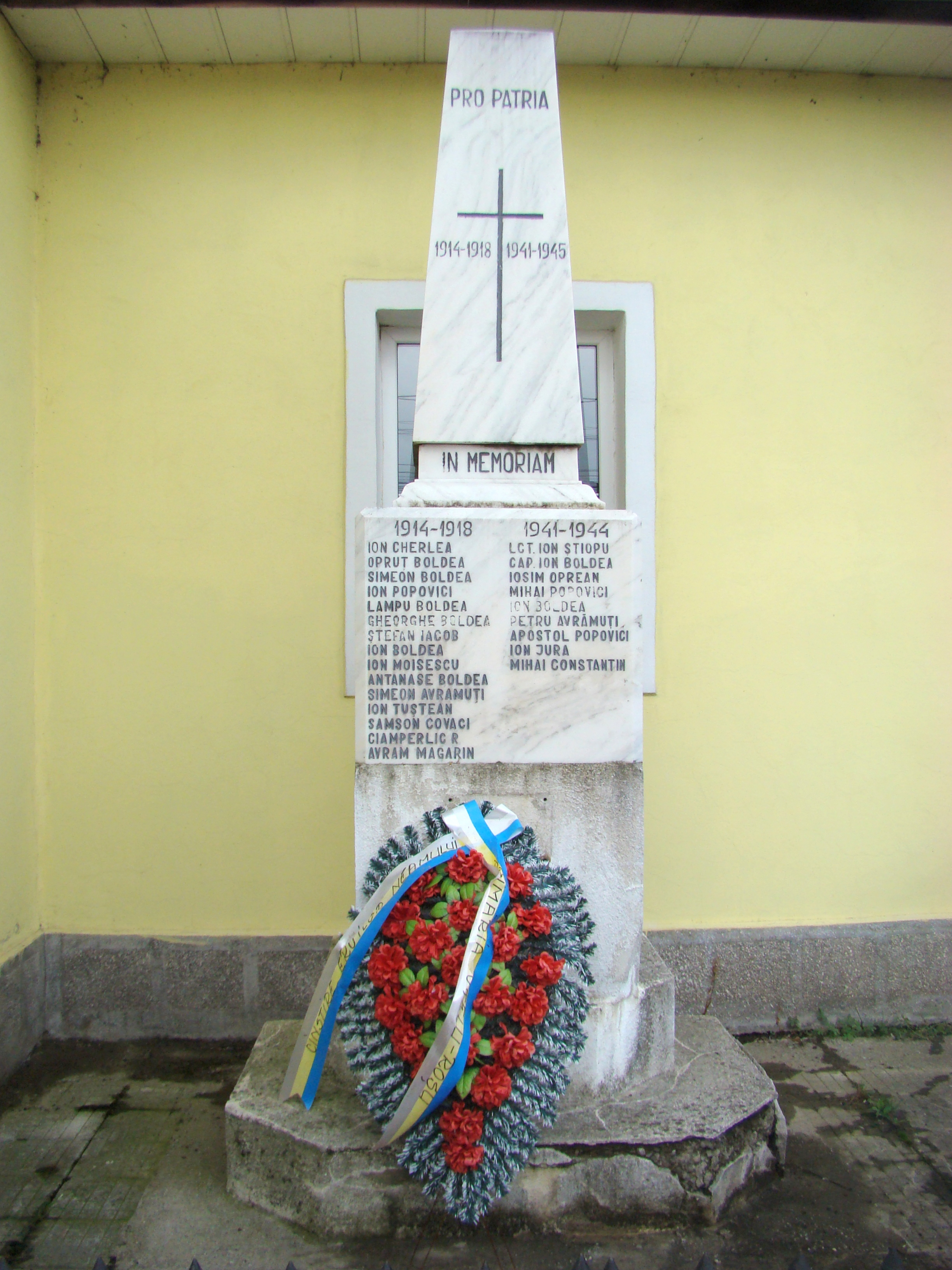
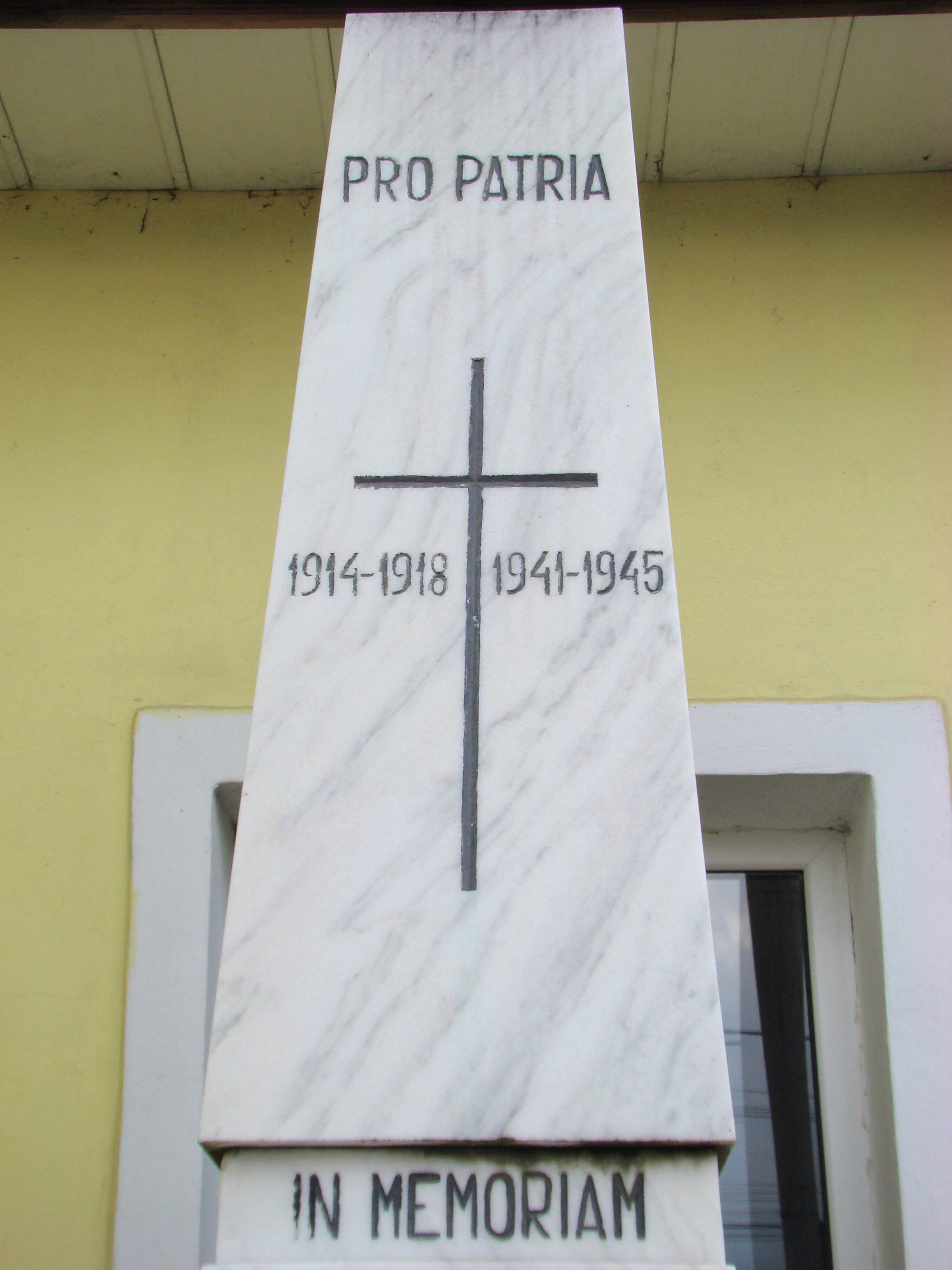
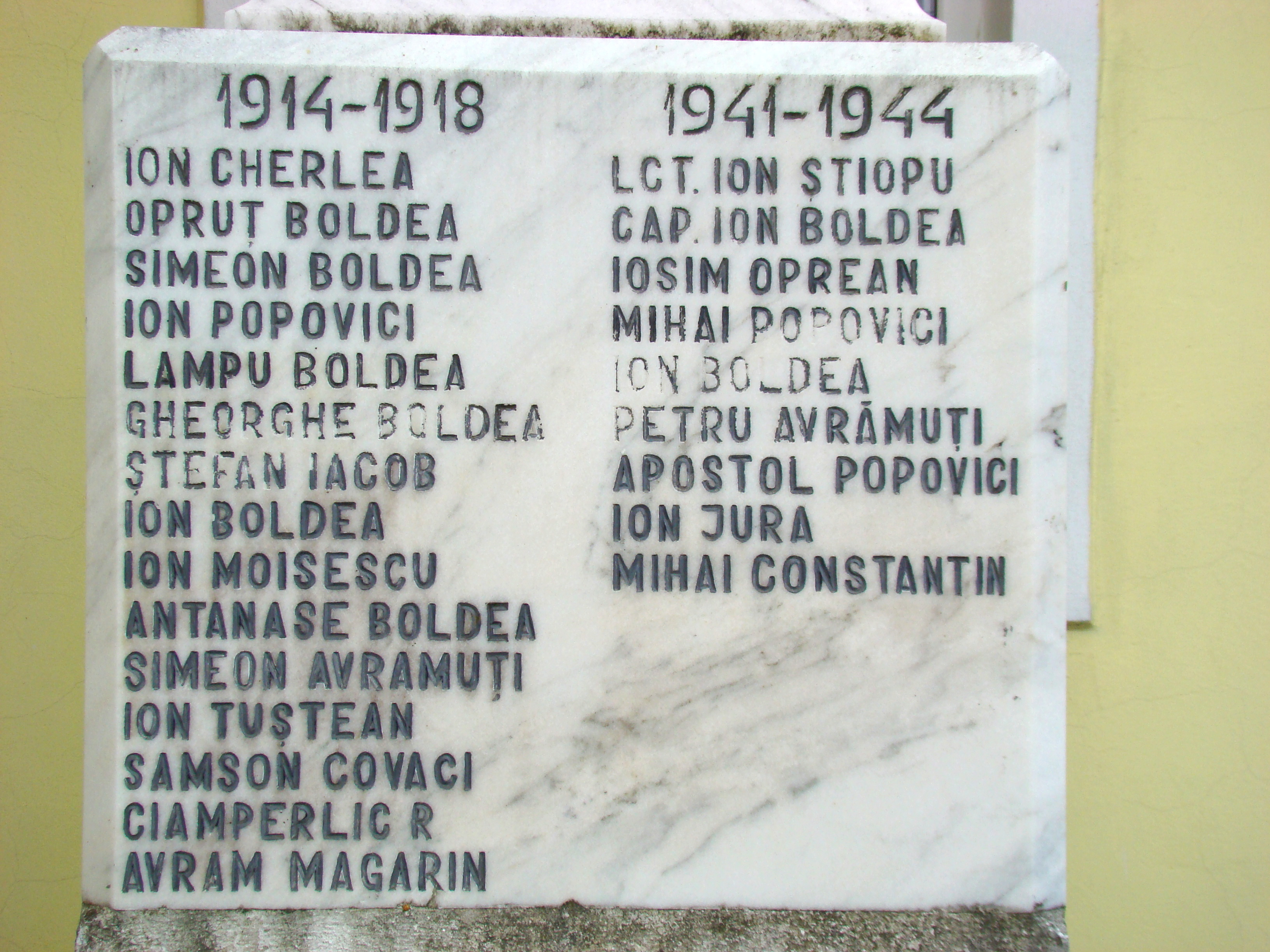